# Encarsia escama
Encarsia escama is een vliesvleugelig insect uit de familie Aphelinidae. De wetenschappelijke naam is voor het eerst geldig gepubliceerd in 2008 door Myartseva.